# Мариане Тиме
Мариане Тиме (на нидерландски: Marianne Thieme) е нидерландски защитник на правата на животните, публицист и политик. Тя е председател на „Партията за животните“ (Partij voor de Dieren), директор на фондацията Wakker Dier и автор на теми за животните.
По време на парламентарните избори през 2006 г. партията за животните печели 1,8%, което е първото влизане на подобна политическа формация в европейски парламент, представена с две места.

## Образование
Тиме посещава колежа в Doorwerth и следва впоследствие право в Сорбоната (Париж) и Erasmus Universiteit (Ротердам). По това време става вегетарианка.

## Кариера
След нейното следване работи от 1998 до 2001 г. в един изследователски институт на B&A-Gruppe в Хага. От 2001 до 2004 г. е служителка във фондацията Bond voor Dieren (Съюз за животни). През октомври 2002 г. основава заедно с други защитници на животните „партията за животните“ (Partij voor de Dieren).
По време на парламентарните изборите през 2003 г. е първа кандидатка. Партията получава само 50000 гласове (0,5%). Също по време на европейските избори остава партията без успех, въпреки че гласовете се утрояват. Впоследствие Тиме става директор на фондацията Wakker Dier, която работи за защита на животните и е активна в биоиндустрията.
Мариане Тиме живее в Maarssen, в близост до Утрехт и има една дъщеря. Тя е член на Църквата на адвентистите от седмия ден.